# Olim Qurobonow
Olim Qurobonow (tadschikisch Олим Қуробонов; * 21. Juni 1998 in Duschanbe) ist ein tadschikischer Schwimmer.

## Karriere
Qurobonow nahm erstmals 2015 im Rahmen der Weltmeisterschaften in Kasan an internationalen Schwimmwettkämpfen teil. Ein Jahr später folgte die Teilnahme an den Olympischen Spielen in Rio de Janeiro. Dort platzierte er sich über 50 m Freistil auf Rang 62. Ende des Jahres nahm er an den Kurzbahnweltmeisterschaften im kanadischen Windsor teil. 2017 nahm er ein zweites Mal an Langbahnweltmeisterschaften teil. 2018 startete der Tadschike zunächst im Sommer in Freistil- und Rückendisziplinen bei den Asienspielen in Jakarta, Ende des Jahres in den gleichen Disziplinen bei den Kurzbahnweltmeisterschaften in Hangzhou. Auch 2019 nahm er an Wettbewerben der gleichen Schwimmstile bei den Weltmeisterschaften in Gwangju teil. 2021 war Qurobonow ein weiteres Mal Teilnehmer an Olympischen Spielen. In Tokio erreichte über 50 m Freistil Rang 60.